# Audignon
Audignon é uma comuna francesa na região administrativa da Nova Aquitânia, no departamento Landes. Estende-se por uma área de 9,35 km². Em 2010 a comuna tinha 396 habitantes (densidade: 42,4 hab./km²).